# Terreiro da Gomeia
Terreiro da Gomeia foi um terreiro de candomblé localizado no município brasileiro de Duque de Caxias, mais precisamente onde ficava a casa de João Alves Torres Filho, o Joãozinho da Gomeia, pai de santo cuja fama se consolidou na década de 1950.

## Histórico
Inicialmente localizado num bairro chamado Ladeira de Pedra, mas logo foi para o local que o tornou famoso, a ponto de incorporar o endereço ao próprio nome: Rua da Gomeia. Fundado pelo babalorixá Joãozinho da Gomeia.